# Paolo Ruffini (journaliste)
Pour les articles homonymes, voir Paolo Ruffini.
Paolo Ruffini, né à Palerme le 4 octobre 1956, est un journaliste italien et un haut responsable de la Curie romaine. Il est le premier laïc nommé préfet d'un dicastère.

## Biographie
Diplômé en droit de l'université de Rome « La Sapienza », il entre en 1978 au quotidien Il Mattino avant de rejoindre le bureau romain du journal. Il passe ensuite au Messaggero en 1986. Il y exerce la fonction d'éditorialiste politique.
Après dix ans dans ce journal, il quitte la presse écrite pour la radio, et rejoint la Rai, successivement comme responsable des journaux de Rai Radio 1 puis directeur de Rai Radio 3.
Son éviction en novembre 2009 par le gouvernement de Silvio Berlusconi à cause d'émissions jugées trop critiques à l'égard du pouvoir en place, il est annulé par le tribunal de Rome en juin suivant mais la direction de la chaine maintient sa décision.
En 2011, il change de média pour la télévision en entrant à la chaîne privée LA7. En 2014, il est choisi par la Conférence épiscopale italienne pour prendre la tête de ses médias de radio (Radio InBlu) et de télévision (TV2000).
Le 5 juillet 2018, le pape François le nomme préfet du dicastère pour la communication en succession de Dario Edoardo Vigano, démissionnaire. C'est le premier laïc à exercer une charge de préfet de dicastère. Outre ses connaissances des médias, le choix de Paolo Ruffini semble avoir été motivé par son sens de la gestion des ressources humaines.